# Kvindernes Bygning (Kolding)
 For alternative betydninger, se Kvindernes Bygning. (Se også artikler, som begynder med Kvindernes Bygning)
Kvindernes Bygning, Slotsgade 1 i Kolding, blev opført i årene 1921-1922 på initiativ af Helen Clay Pedersen. Hun var formand for Dansk Kvindesamfunds Koldingkreds fra 1908-1945. Grunden til bygningen blev købt i december 1918 for 45.000 kr., da enkefrue Marie Sofie Rasch solgte den eksisterende bygning, hvor der tidligere havde været kaffehandel. Købet blev realiseret gennem både banklån og en række private kautionister, som omfattede sagfører Jens Laurits Hansen, Murermester A. Andersen, Gartner Anders Simonsen Pedersen, Direktør Jens Peter Schrøder, Frk. Friis, Solbakken, Garver Broch, Stuktør Nielsen, Faktor Rasmussen og Frk. Dagny Strårup. Grundstenen blev nedlagt 20. august 1921, og 15. juli 1922 blev bygningen officielt indviet. Bygningens arkitekt var Ernst Petersen.
Bygningen rummede undervisningsrum, foredrags- og festsal og lejligheder. Bygningen blev indviet 1922 og husede derefter Dansk Kvindesamfunds aktiviteter: kursus, udstillinger og fester. Gælden på bygningen voksede med årene, og kort efter Helen Clay Pedersens afgang som formand blev det nødvendigt at sælge bygningen.
I september 1966 startede saneringen af bygningen.